# 존 모트

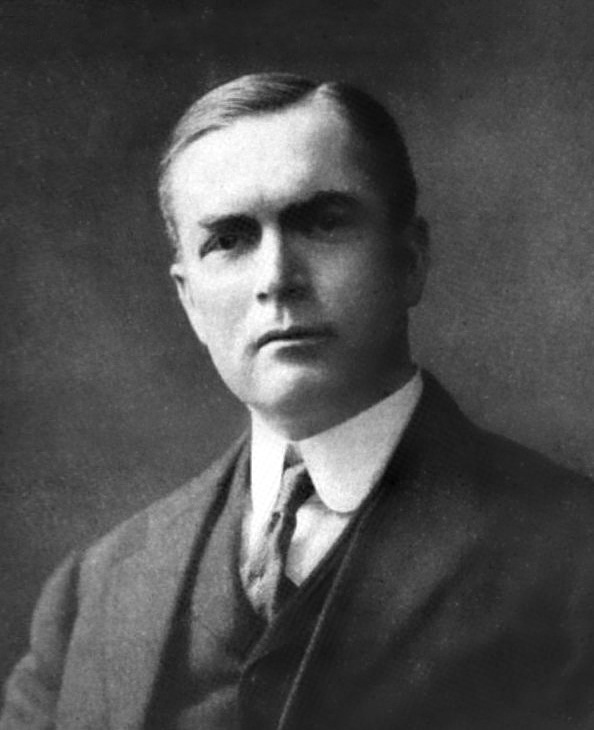
존 못 (1910년경)

존 모트(John Raleigh Mott, 1865년 5월 25일 ~ 1955년 1월 31일)는 미국의 기독교 교육자이다. 뉴욕주 출생으로 코넬 대학교를 졸업했으며 아서 태펀 피어선으로부터 많은 영향을 받았다. 아서의 아들 델라반 피어선과 친구이다. 1910년 세계선교대회에서 큰 활동을 하였다. 1881년부터 1915년까지 국제 YMCA의 학생부 책임자를 지냈다. 그 후 YMCA 사무총장에 선출되었으며 1926년 YMCA 국제 위원회 의장으로 선출되었다. 1946년 제2차 세계 대전 이후의 원조 사업에 대한 공로로 노벨 평화상을 받았다. 대한민국에도 여러 차례 방문하였는데 특히 1907년 2월 6,000명의 성도들 앞에서 설교하면서(통역 윤치호) 장차 한국이 동양의 기독교 국가(예루살렘)가 될 것이라고 했다. 한국의 NCC 창설을 도와주었다.

에딘버러에서 열린 1910년 세계선교대회, 우측 중앙 사회자로부터 2번째에 앉아 있는 존 못과 중앙테이블 좌측에 배석한 사무엘 마펫

## 같이 보기
- 아더 태펀 피어선
- 델라반 L. 피어선
- 1910년 세계선교대회